# Teo Uriarte
Eduardo Uriarte Romero (Sevilla, España, 15 de julio de 1945), más conocido como Teo Uriarte, es un político español. 

## Biografía
De padre vasco y madre andaluza, en 1953 se trasladó con su familia al País Vasco y en 1964 ingresó en ETA. Fue detenido por la policía en 1969 y procesado en el juicio sumarísimo conocido como Proceso de Burgos, en el que fue condenado a muerte. La pena le fue conmutada gracias a las movilizaciones populares y la presión internacional, y junto con Mario Onaindia fue trasladado de prisión en prisión por Córdoba y Cáceres hasta que se benefició de la amnistía de 1977.
Fue uno de los fundadores de Euskadiko Ezkerra (EE), partido con el que fue elegido diputado en las elecciones al Parlamento Vasco de 1980 y 1984. En 1990 anunció el abandono EE para ingresar en el Partido Socialista de Euskadi (PSE-PSOE), con el que fue teniente de alcalde de Bilbao. El ingreso se formalizó en febrero del año siguiente.
Posteriormente fue nombrado gerente de la Fundación para la Libertad con Nicolás Redondo Terreros y Edurne Uriarte, lo que le ha llevado a enfrentamientos dialécticos con la Asociación de Víctimas del Terrorismo y a mostrarse crítico con la política antiterrorista de José Luis Rodríguez Zapatero.

## Obras
Teo Uriarte se ha destacado en la defensa del constitucionalismo en numerosos artículos y conferencias, y es especialista en las Guerras Carlistas.
- 1833. La insurrección de los vascos. San Sebastián, 1978. ISBN 84-7099-071-3
- Mirando hacia atrás: del proceso de Burgos a la amenaza permanente. Barcelona, 2005. ISBN 84-666-2043-5
- Tiempo de canallas: la democracia ante el fin de ETA. Vitoria, 2013. ISBN 978-84-89213-29-6